# 高知市立泉野小学校
高知市立泉野小学校（こうちしりつ いずみのしょうがっこう）は、高知県高知市東秦泉寺にある公立小学校。

## 概要
高所に位置し、平地からの児童は行きは登り、帰りは下りとなるが、学校の裏にある丘陵部からの児童はその逆となる。
泉野小学校の裏山、成田山には、有志者による融資に基づいて建設されたアスレチックがあるが、まむしが出現することがあり危険なので児童だけでの立ち入りは出来ない。
校区の関係上、中学受験をしなかった児童は高知市立一宮中学校か高知市立愛宕中学校に進学することになる。

## 通学区域
- 高知市立愛宕中学校区
  - 東秦泉寺
  - 秦南町二丁目
  - 薊野北町一丁目（1番の一部）・三丁目（1番の一部）
- 高知市立一宮中学校区
  - 薊野
  - 薊野西町一丁目（1番から30番、31番の一部、32番）・二丁目・三丁目
  - 薊野南町
  - 薊野中町
  - 薊野北町一丁目の一部
  - 薊野北町二丁目
  - 薊野北町三丁目の一部
  - 薊野北町四丁目